# Kingston upon Thames
Pour les articles homonymes, voir Kingston.
Kingston upon Thames est l'agglomération principale du district londonien de Kingston upon Thames, au sud-ouest de Londres.
Ancien bourg où étaient traditionnellement couronnés les rois saxons, c'est maintenant une banlieue située à 16 km au sud-ouest de Charing Cross. Il constitue l'un des principaux centres urbains indiqués sur le plan de Londres.

## Géographie
Le borough royal de Kingston upon Thames comprend les localités de Kingston upon Thames, Norbiton, New Malden, Old Malden, Coombe, Berrylands, Surbiton, Tolworth, Chessington, Hook et Malden Rushett.
Lieu de couronnement des anciens rois saxons, Kingston se situe à 16,1 km au sud-ouest de Charing Cross. Elle constitue l'un des grands centres métropolitains que l'on a identifiés au Plan londonien.

## Histoire

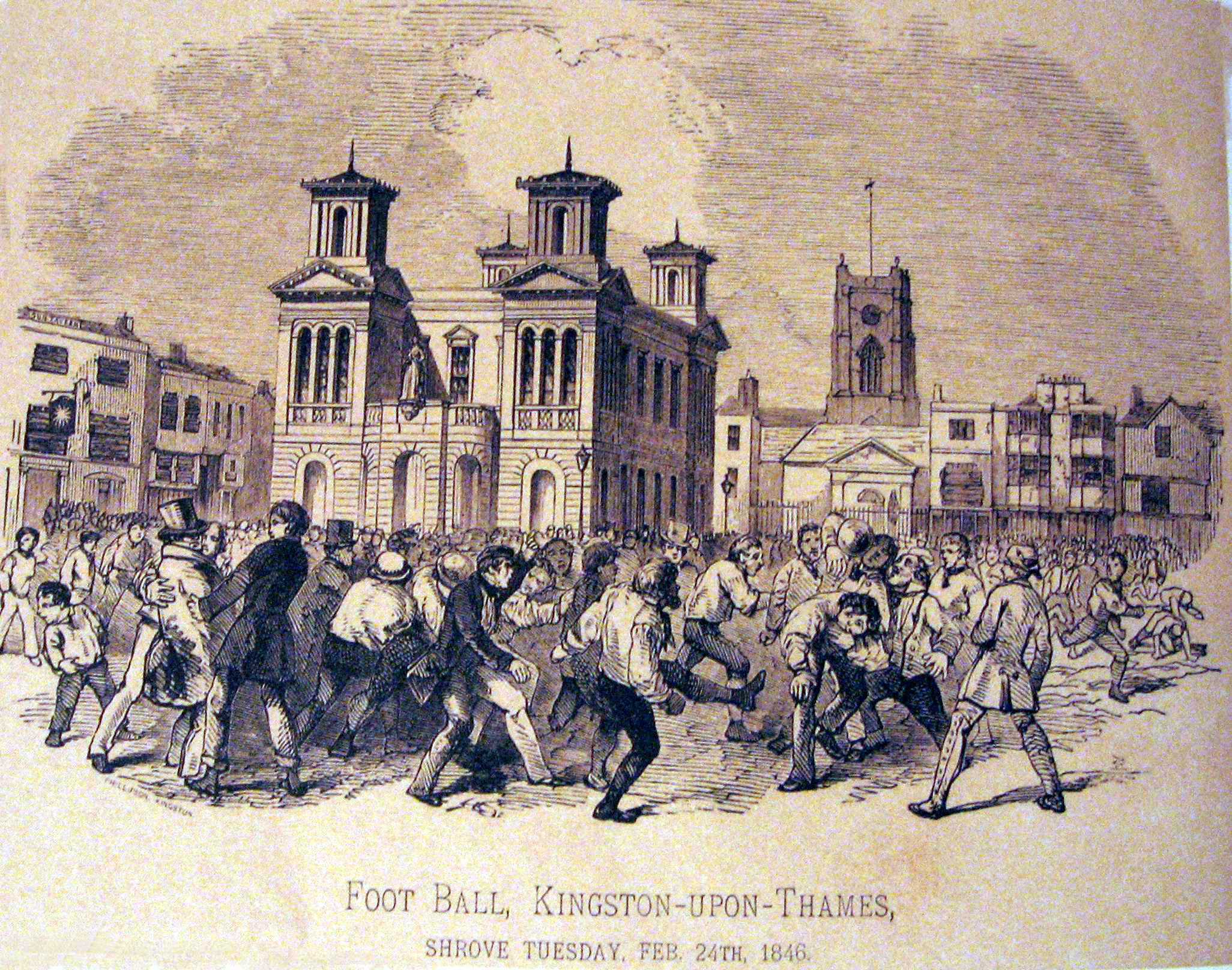
Kingston en 1846

La ville se situait au premier point de franchissement de la Tamise en amont de London Bridge et l'actuel pont de Kingston se trouve au même endroit.
Kingston fut occupée par les Romains et plus tard fut soit résidence royale soit 'demesne royale'.
Dans un registre du conseil tenu en l'an 838, auquel Egbert de Wessex, Roi de Wessex, et son fils Ethelwulf de Wessex assistaient, le lieu est mentionné sous le nom Kyningestun famosa illa locus.
En anglo-saxon, tun, ton ou don signifie bourg - donc Kingston pourrait signifier bourg des rois. Les historiens depuis le Moyen Âge maintiennent que sept rois Saxons se sont couronnés à Kingston, assis au-dessus d'une pierre large - la pierre de couronnement - qui se trouve devant le Kingston Guildhall. Il s'agit de grès silicifié (dit "grès sarsen") comme celui utilisé à Stonehenge. La pierre proviendrait de la chapelle Saint Mary où étaient couronnés les rois avant qu'elle ne détruite. La pierre n'a aucun lien avec le nom de la ville comme les documents résultants du conseil de 838 le montrent.
La ville apparaît au Domesday Book de 1086 en forme de Chingestone et Chingetun(e). Guillaume le Conquérant la possédait. Ses biens y comprirent : une église ; cinq moulins ; trois pêcheries de valeur de 10s; 27 sillons de champs, 40 acres (160 000 m2) de pré et forêt d'une valeur de six porcs. Elles rapportaient 30 £.
La première charte de la ville fut accordée par Jean sans Terre en 1200 cependant la plus ancienne retrouvée date de 1208 et se trouve aux archives de la ville.
Plus tard d'autres rois ont accordé des chartes, telle celle d'Édouard IV d'Angleterre lui donnant le statut de district royal en 1481.
Des reliques intéressantes ont été découvertes : les statues de quelques rois saxons et Jean sans terre, préservées dans une chapelle. En 1730 la chapelle abritant ces effigies royales s'est effondrée, ce qui a enterré le sacristain, qui creusait une tombe, la fille du sacristain et une autre personne. La fille a survécu à l'accident et, a succédé à son père, devenant la nouvelle sacristaine.
Une autre chapelle, la Chapelle Lovekyn, existe encore. Un ancien maire de Londres, Edward Lovekyn, l'a fondée en 1309. Elle est la seule chapelle privée du Chœur qui a survécu à la Réforme anglaise.
Kingston envoyait des représentants au Parlement depuis 1066 jusqu'à ce que les habitants soumettent une pétition afin de se débarrasser de cette tâche.
Reformée par le Municipal Corporations Act 1835, devenant municipal borough, la ville a gardé ce statut jusqu'au moment où le London Government Act 1963 en 1965 a joint Kingston upon Thames avec Surbiton et Malden & Coombe pour constituer le Kingston upon Thames (district londonien). À l'instigation de cette institution, la reine Élisabeth II a accordé encore une autre charte en 1965 permettant de continuer d'utiliser le titre « Royal Borough of Kingston upon Thames » pour le Borough agrandi. Avant 1965, Kingston appartenait au comté de Surrey, et les bureaux du Surrey County Council se trouvaient à Kingston jusqu'à 2020, quand ils ont emigrés à Reigate. Pour les navigateurs de la Tamise, Kingston reste sur la rive du Surrey.
Pendant une grande partie du XXe siècle, Kingston était un centre important de production des avions militaires - d'abord avec Sopwith Aviation Company, puis Hawker Aviation et enfin British Aerospace.
La croissance et développement de Kingston Polytechnic puis sa transformation en Kingston University ont donné à la ville une stature universitaire.

## Kingston aujourd'hui
Le centre-ville de Kingston est très fréquenté, avec un grand nombre de magasins et de centres commerciaux, bureaux de gouvernement et cours de justice. La ville comporte de nombreux parkings, et une ceinture périphérique principalement en sens unique. Elle a un grand centre d'autobus, et une gare avec des trains réguliers reliant Twickenham, Richmond upon Thames, Wimbledon, et la Gare de Waterloo dans le centre de Londres.
Pour le shopping, Kingston présente un choix de marques de haute qualité, comprenant un mélange de grands magasins et de boutiques. En plein centre on trouve le centre commercial de Bentalls, qui contient le grand magasin Bentalls et un grand nombre d'enseignes nationales et internationales de grande qualité. Juste à côté se situe John Lewis avec son célèbre supermarché. Le Rotunda est un centre de divertissement qui abrite une piste de bowling, une salle de gym, un cinéma de 14 salles et des restaurants. De nouveaux projets de développement le long de la rivière au sud ont ajouté des restaurants, et le Rose Theatre de Kingston ouvert en 2008 avec Sir Peter Hall comme directeur. L'ancien marché de produits de la terre a lieu tous les jours à la place du marché.
Les parcs de Kingston se concentrent vers la rivière : au nord les Canbury Gardens envers Teddington Lock et au sud une belle promenade devant les pubs, bars et résidences qui s'étend sur plus d'un kilomètre. Au-delà de Kingston Bridge, on trouve un parc arboré le long de la rivière en amont à côté du parc d'Hampton Court.
Un travail artistique est permanent : celui de cabines téléphoniques londoniennes basculantes et assemblées dans une rue piétonne comme des dominos : sculpture de David Mach commissionné en 1988 au moment de construire le périphérique, qui s'appelle Out of Order.

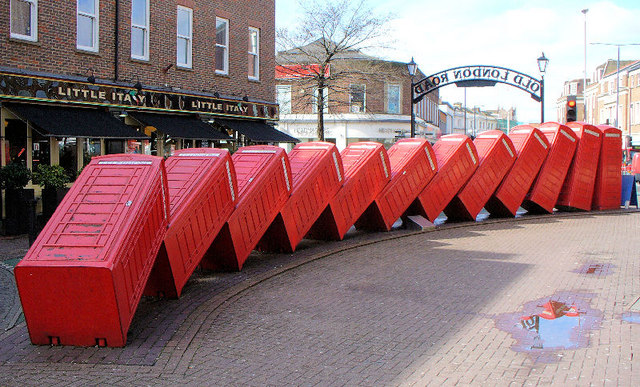
La sculpture « Out of Order »(en dérangement)

### Sport
Kingston possède deux équipes de football, le Chelsea Football Club Women et l'AFC Wimbledon, qui jouent au stade Kingsmeadow. Le Kingstonian F.C. (en) joue désormais à Tolworth.
Le club de rugby (Kingston Rugby Club) a ses locaux en périphérie de la ville.
Le club d'aviron de la ville, le Kingston Rowing Club, est installé au bord de la Tamise. Deux importantes compétitions d'aviron se déroulent chaque année sur la Tamise, à côté de Kingston :
- la Kingston Head of the River Race, qui se déroule en mars et rassemble 420 équipages ;
- la Kingston Regatta, qui a lieu lors du Kingston River Festival, en juillet, avec illumination des bateaux, feux d'artifice et festivités.

### Restauration
Kingston est dotée de plusieurs pubs et restaurants de plusieurs genres. Les pubs les plus vieux se concentrent sur High Street au bord de la rivière au Sud-Ouest de la ville : le Druid's Head, le Spring Grove mais également certains établissements traditionnels existent vers le Nord tels que le Park Tavern, le Wych Elm et le Willoughby Arms et quelques plus petits près de Fairfield. Le Druid's Head est célèbre car il sert un dessert appelé syllabub né très tôt au XVIIIe siècle, certains des autres pubs à Kingston datent de la même époque. Kingston a aussi de nombreux restaurants chinois, indiens, thaïs, népalais, créoles et italiens.

### Politique et religion

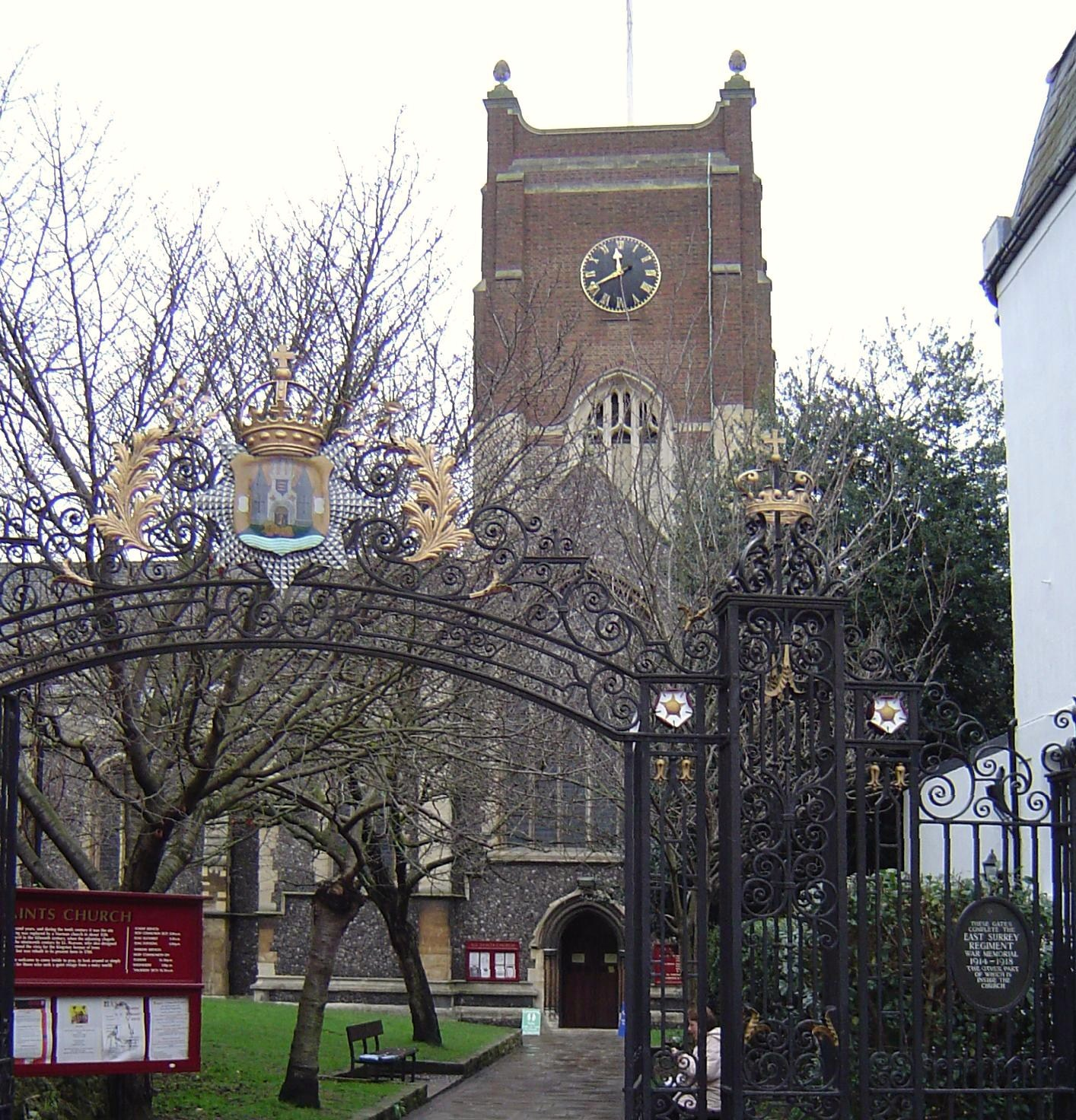
L'église All Saints à Kingston, avec l'insigne du East Surrey Regiment sur la porte

Kingston contribue aux circonscriptions de Richmond Park de Zac Goldsmith du parti Conservateur ; et la majorité située au sud de la ligne ferroviaire fait partie de la conscription de Kingston and Surbiton d'Edward Davey du parti Libéraux démocrates.
Kingston se trouve dans le diocèse de l'Église anglicane de Southwark et l'archidiocèse catholique de Southwark. Le suffragant ou évêque de Kingston est le Dr Richard Ian Cheetham.
La vieille église paroissiale de Kingston est dédiée à Tous les Saints (All Saints Church), qui date au XIIe siècle. Dans l'église, se trouve une chapelle dédiée au East Surrey Regiment, un ancien régiment de l'Armée britannique qui avait sa caserne à Kingston. Autres églises anglicanes à Kingston sont l'église Saint-Jean (St John's) et l'église Saint-Luc (St Luke's). L'église catholique est dédiée à Sainte Agathe (St Agatha).
Kingston a une mosquée et une synagogue.

### Fête verte

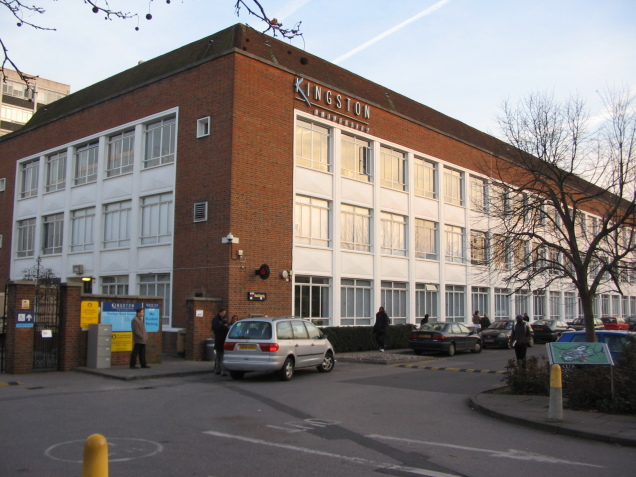
Bâtiment principal de l'Université de Kingston.

La Fête verte de Kingston a eu lieu chaque printemps pendant les [Bank Holiday] en mai depuis 1987 à Canbury Gardens sur la rive de la Tamise. La fête soutient le développement durable auquel par exemple les produits des animaux morts sont interdits et l'énergie renouvelable est utilisée.

## Éducation
Parmi les écoles on trouve Kingston Grammar School, Canbury School, Marymount International School (MMI), Tiffin School, Tiffin Girls' School et Educare Small School. Kingston renferme notamment l'Université Kingston et Kingston College.

## Transports

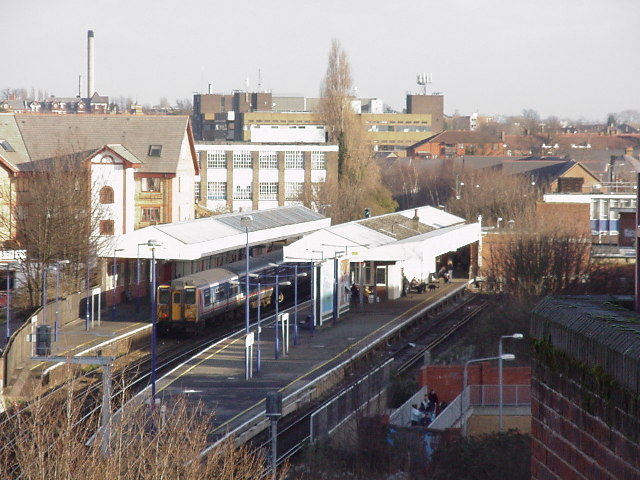
Gare ferroviaire de Kingston

La ville possède deux gares (nommées Kingston et Norbiton) sur une ligne desservant la London Waterloo via New Malden et Wimbledon dans un sens et via Teddington, Twickenham, Richmond et Putney dans l'autre sens. Un service express relie Surbiton, Londres et les villes du Sud-Ouest de l'Angleterre jusqu'à Weymouth (sans changer de train).
La Route A3 vient de Londres. La rocade projetée en 1912 est inaugurée par le Premier Ministre, Stanley Baldwin, le 28 octobre 1927. Kingston aussi marque le début de l'A240 vers Dorking, Sutton et Brighton, et les démarches de l'A307 (partie non-desservie de l'A3) (Portsmouth Road), l'A308 et l'A310
Des bateaux-omnibus naviguent entre Kingston et Hampton Court ainsi que Richmond pendant tout l'été. Putney et Westminster ne sont reliés que depuis Hampton Court.

## Arts
- Le Rose Theatre de Kingston, de construction moderne mais qui propose des productions nouvelles et traditionnelles, est bien coté. L'église All Saints, du XIe siècle, accueille des concerts classiques et sacrés surtout les samedis et a un orgue Frobenius. Les sociétés chorales incluent Kingston Orpheus Choir et Kingston Choral Society. Le Borough organise les fêtes d'arts de lecture, Think-in-Kingston et la Fête de la Voix. L'université de Kingston gère la galerie Stanley Picker et le musée de Kingston abrite des expositions temporaires à son premier étage.
- The Fighting Cocks (en français Le Combat de coqs) est une salle de concert construite en 1890, en activité depuis les années 1930, historiquement spécialisée dans les spectacles de rock'n'roll, punk, metal, ska, rock alternatif, rockabilly, electro, comédie et cabaret. Elle a connu son premier apogée grâce aux tournées de Jazz à la fin des années 1930 et au travers des années 1940. Elle est maintenant un standard du 'London live circuit'.

## Culture populaire
- C'est le lieu où débute l'histoire du célèbre roman Trois hommes dans un bateau de Jerome K. Jerome.
- C'est ici qu'est enterré en 1895 Nipper, le chien de La Voix de son maître, sous la banque Lloyds ; sa maison se trouvait sur la Fife Road.
- Les canons dirigés contre les Martiens se positionnaient à Kingston Hill, dans le roman de H. G. Wells The War of the Worlds.
- Dans The Rainbow de D. H. Lawrence le plus jeune, Brangwen, rêve de travailler à Kingston-upon-Thames.
- M. Knightly, dans Emma de Jane Austen, doit se rendre souvent à Kingston, bien qu'aucun détail ne soit fourni sur les visites qu'elle y fait.
- Kingston est cité dans plusieurs épisodes du Monty Python's Flying Circus (et fut un lieu de tournage de certains sketchs de la série).
- Une scène de Mujhse Dosti Karoge, film de Bollywood, a été tournée à côté des cinq cabines téléphoniques rouges. Hrithik Roshan en était le protagoniste.
- Dans une scène du feuilleton The Good Life, on voit Richard Briers prendre l'autobus 71 à The Avenue, près du centre de Kingston, quoique ce circuit ne passe pas par The Avenue.

### Personnalités célèbres de la commune

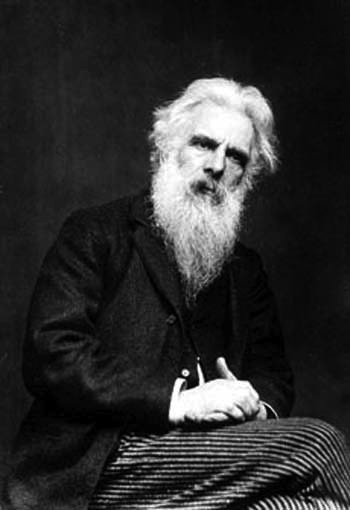
Eadweard Muybridge (photographe) né ici 1830

- James Squire (en) (1754),  bagnard ("convict") condamné à la déportation pénale et brasseur en Australie,
- John Cleland (1709), écrivain,
- Henry Christy (1810-1865), ethnologue et préhistorien,
- Eadweard Muybridge (1830), pionnier de la photographie et du cinéma,
- John Galsworthy (1867), écrivain,
- Percy Carr (1873-1926), acteur,
- John Cooper (1923-2000), ingénieur en automobile,
- Derek Bourgeois (1941-2017), compositeur,
- Dave Swarbrick (1941-), joueur de violon folk,
- Nigel Barley (1947-), anthropologue,
- Tim Smith (en) (1961-2020), musicien
- Steven Wilson (1967-), musicien,
- Tom Rowlands (1971-), membre du groupe Chemical Brothers,
- Jonny Lee Miller (1972-), acteur,
- Kelly Reilly (1977-), actrice,
- Kieran West (1977-), champion olympique d'aviron,
- Steven Reid (1981-), joueur de football,
- Matt Willis (1983-), bassiste et chanteur britannique du groupe pop Busted,
- Luke Shaw (1995-), joueur de football,
- Tom Holland (1996), danseur et acteur.
- Finn Cole (1995), acteur britannique

## Ville associée
Le Royal Borough de Kingston upon Thames a une cité partenaire : Oldenburg en Allemagne

## Jumelages
- Delft est jumelé avec le Royal Borough.
- Jaffna[8]

## Sources
- (en) Cet article est partiellement ou en totalité issu de l’article de Wikipédia en anglais intitulé « Kingston upon Thames » (voir la liste des auteurs).